# Kazuyuki Miyata
Pour les articles homonymes, voir Miyata.
Kazuyuki Miyata (宮田 和幸 Miyata Kazuyuki) né le 29 janvier 1976 est un combattant de MMA japonais.